# Mestes
Mestes är en kommun i departementet Corrèze i regionen Nouvelle-Aquitaine i de centrala delarna av Frankrike. Kommunen ligger  i kantonen Ussel-Est som tillhör arrondissementet Ussel. År 2022 hade Mestes 340 invånare.

## Befolkningsutveckling
Antalet invånare i kommunen Mestes
Referens:INSEE